# Wolodymyr Rybak (Politiker, 1946)

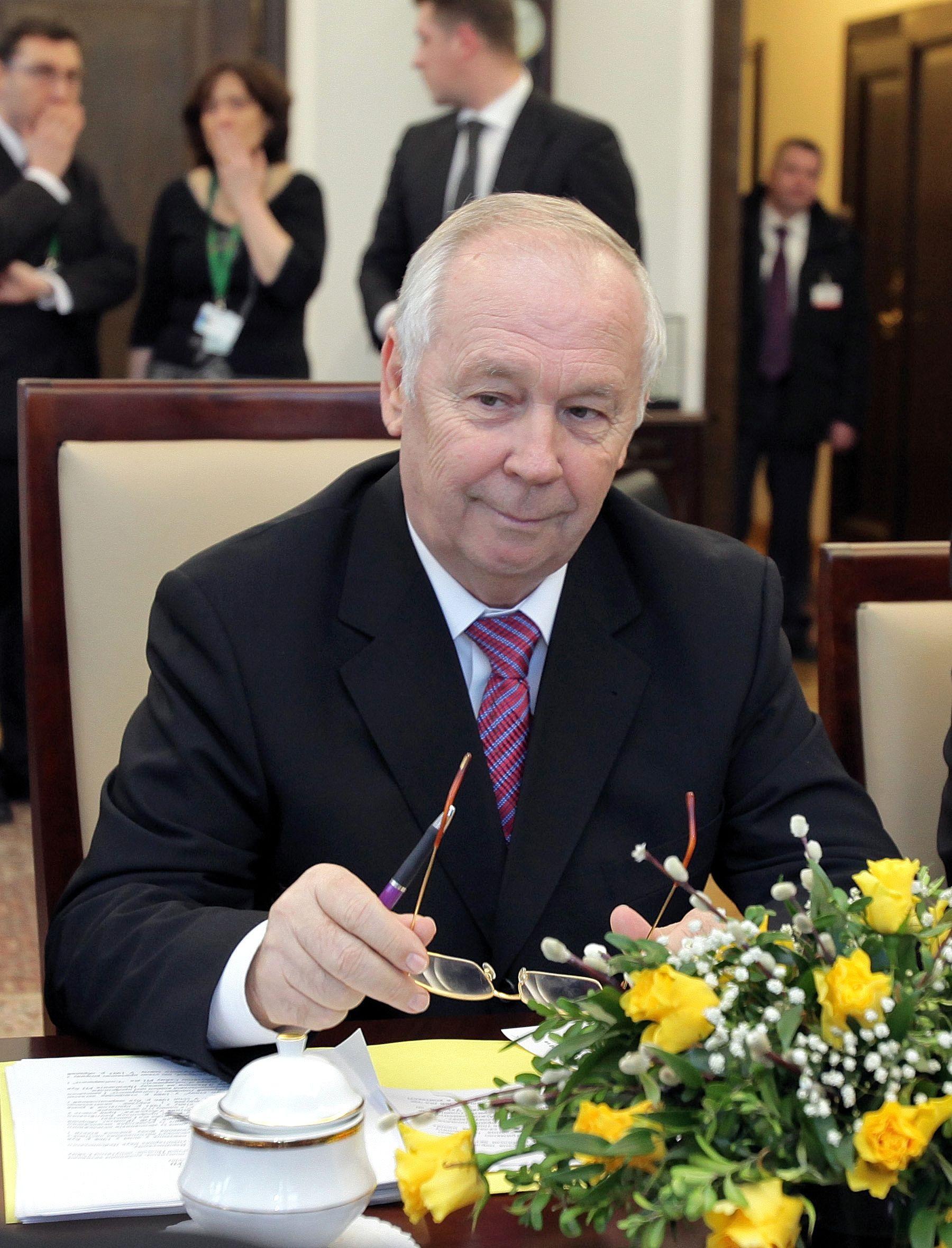
Wolodymyr Rybak

Wolodymyr Wassilowitsch Rybak (ukrainisch Володимир Васильович Рибак; * 3. Oktober 1946 in Donezk, Ukrainische SSR) ist ein ukrainischer Politiker und Mitbegründer der Partei der Regionen. Von Dezember 2012 bis zum 22. Februar 2014 war er Präsident des ukrainischen Parlamentes, der Werchowna Rada.

## Leben
Rybak studierte Ökonomie an der Universität Donezk. Von 1993 bis 2002 war er Leiter des Stadtrates und Bürgermeister von Donezk. Seit 1997 war er Vorsitzender der Partei der regionalen Wiedergeburt der Ukraine, des Vorläufers der Partei der Regionen. Seit 1998 war Rybak Mitglied des ukrainischen Parlamentes. Von August 2006 bis März 2007 war er Vize-Ministerpräsident der Ukraine. Rybak galt als enger Vertrauter des ukrainischen Präsidenten Wiktor Janukowytsch.
Am 13. Dezember 2012 wurde Rybak zum Präsidenten der Werchowna Rada gewählt, in diesem Amt war er Nachfolger von Wolodymyr Lytwyn. Vor dem Hintergrund der andauernden Proteste des Euromaidan erklärte Rybak am 22. Februar 2014 seinen Rücktritt und begründete diesen Schritt mit gesundheitlichen Gründen.

## Ehrungen
- 2011 Orden des Fürsten Jaroslaw des Weisen 4. Klasse[3]
- 2006 Orden des Fürsten Jaroslaw des Weisen 5. Klasse[4]
- 2002 Verdienstorden der Ukraine 1. Klasse[5]
- 2000 Verdienstorden der Ukraine 2. Klasse[6]
- 1997 Verdienstorden der Ukraine 3. Klasse[7]